# Paperino paracadutista
Paperino paracadutista (Sky Trooper) è un film del 1942 diretto da Jack King. È un cortometraggio animato della serie Donald Duck, prodotto dalla Walt Disney Productions ed uscito negli Stati Uniti il 6 novembre 1942, distribuito dalla RKO Radio Pictures. È uno dei cortometraggi che seguono Paperino e Pietro Gambadilegno durante la seconda guerra mondiale.

## Trama
Paperino sta pelando le patate, ma vuole disperatamente volare. Il sergente Pietro Gambadilegno scopre la sua ambizione e gli promette di dargli l'opportunità di volare se sbuccerà ancora più patate. Una volta eseguito il compito, Paperino si presenta nell'ufficio di Pietro, che lo sottopone a una serie di esercizi di equilibrio, che il papero finisce per fallire tutti. Il sergente decide di far salire Paperino su un aereo delle truppe paracadutiste; il papero, all'insaputa di ciò, sale entusiasta sull'aereo. Al momento di scendere, Paperino è terrorizzato quando scopre di trovarsi a diverse migliaia di metri da terra, ma Pietro lo obbliga comunque a buttarsi. Il papero però oppone resistenza e continua ad aggrapparsi al sergente, trascinandolo giù di forza. Nel tentativo di aggrapparsi, Pietro afferra una bomba attaccata all'aereo, la quale poco dopo si stacca, facendo precipitare i due. Durante la discesa, i due si passano ripetutamente l'ordigno l'uno all'altro, fino a quando si schiantano sul quartier generale del generale. Così Paperino e il sergente, con diverse bende, devono entrambi pelare le patate.

## Distribuzione

### Edizioni home video

#### VHS
- Paperino marmittone (aprile 1986)

#### DVD
Il cortometraggio è incluso nel DVD Walt Disney Treasures: Semplicemente Paperino - Vol. 2.